# بوتشکی
بوتشکی (به لهستانی:  Boćki) یک روستا در لهستان است که در گمینا بوتشکی واقع شده‌است. بوتشکی ۱٬۵۰۰ نفر جمعیت دارد.